# Distretto di Nuapada
Il distretto di Nuapada è un distretto dell'Orissa, in India, di 530 524 abitanti. Il suo capoluogo è Nuapada.

## Storia
Il distretto di Nuapada faceva parte del distretto di Kalahandi fino al marzo 1993, quando il distretto di Kalahandi fu diviso in due parti.
Il distretto di Nuapada oggi, oltre all'amministrazione territoriale di Nuapada, comprende sei tehsils (Nuapada, Komana, Khariar, Sinapalli, Boden e Jonk) e cinque distretti di sviluppo della comunità (Kharariar, Sinapalli, Boden, Nuapada e Komna).